# Loxophlebia asseda
Loxophlebia asseda là một loài bướm đêm thuộc phân họ Arctiinae, họ Erebidae.